# Fejervarya murthii
Fejervarya murthii är en groddjursart som först beskrevs av Pillai 1979.  Fejervarya murthii ingår i släktet Fejervarya och familjen Dicroglossidae. IUCN kategoriserar arten globalt som akut hotad. Inga underarter finns listade i Catalogue of Life.